# Паленсија
Паленсија (шп. Palencia) је главни град истоимене покрајине Паленсије и налази се у аутономној заједници Кастиља и Леон, у долини Тијера де Кампос, на обалама реке Карион. Налази се на 749 m надморске висине, удаљена је од Мадрида 235 km, и 2006. године имала је 82.263 становника на територији од 94,71 km².

## Географија

### Клима
Паленсија има медитеранско континенталну климу, захваљујући близини Кантабријског мора. Осцилације у температури су велике — средишња температура у јануару је око 0 °C и у августу 20 °C. Најжа икад забележена температура је око -14 °C, и има мраза око три до четири месеца годишње. Летио веома ретко се достигне температура до 40 °C. Годишње падавине су умерене, са просеком од 600 милиметара релативно правилно расподељених током целе године, осим јула и августа.

## Становништво
Према процени, у граду је 2008. живело 82.626 становника.

| 1981.  | 1989.  | 1991.  | 2001.  | 2002.  |
| ------ | ------ | ------ | ------ | ------ |
| 74.080 | 77.863 | 81.988 | 79.797 | 79.797 |

## Партнерски градови
- Бурж